# Славянск
Славя́нск (укр. Слов’янськ) — город в Краматорском районе Донецкой области Украины, административный центр Славянской городской общины. Основан как приграничный острог против крымских набегов в 1645 году. Первоначально крепость носила название «Тор», а своё текущее название Славянск получил в 1794 году. Транспортный узел, один из старейших грязелечебных курортных центров Украины. С 19 апреля 2011 года является курортом государственного значения.

## История

### Предыстория
На территории современного Славянска и в его ближайших пригородах люди жили ещё в IV тысячелетии до н. э., что подтверждается исследованным поселением эпохи неолита.
Также обнаружены два поселения и несколько курганных погребений, относящиеся к эпохе бронзы — II тысячелетие до н. э.. К более поздним периодам относятся следующие археологические памятники: три сарматские погребения (II век до н. э. — I век н. э.), катакомбный могильник салтовской культуры (VIII — X века), а также кочевнические погребения IX — XIII веков.

### Основание
Соль на Торских соляных озёрах промысловики-сезонники добывали ещё с конца XVI века. В то время эта территория относилась к Дикому Полю.
Первое упоминание о Торском городище встречается в 1627 году. В том же, 1627 году, во время одного из многочисленных ногайских набегов, солеварни были разрушены, а люди угнаны в полон.
Для защиты промысловиков от крымских набегов в 1645 году на переправе через реку Тор (ныне Казённый Торец) по распоряжению московского правительства был построен небольшой «острожек» с гарнизоном в двадцать казаков. В том же году острог пережил первый набег и был сожжён.
Новый, «Маяцкий острог», положивший начало будущему городу, начали возводить в том же 1645 году при озере Маяцком. Острог строился как полноценное пограничное укрепление. Тогда же была заложена первая деревянная православная церковь в честь Николая Чудотворца. Три года спустя, в 1648 году, церковь была сожжена во время очередного набега крымских татар.

### Крепость Тор
В 1663 году были приняты первые попытки построить на Торе город. Создавался чертёж. Но из-за отсутствия хорошей питьевой воды и большого расстояния до леса этот проект не был осуществлен.
В 1664 году здесь появился первый государственный солеваренный завод — началось производство казённой соли. Были построены варницы, амбары, появилось жилье работных людей курени и землянки. Строительство завода способствовало притоку поселенцев, преимущественно украинцев, бежавших с западных территорий от «Руины». В сезон на выварке соли могло присутствовать до 5-10 тысяч человек. Начало формироваться постоянное население. Тогда же по отношению к поселению впервые начали применять наименование «Тор», по названию протекающей поблизости реки.
В 1676 году по указу царя Алексея Михайловича вблизи Торских озёр была построена крепость «Тор», имевшая форму четырёхугольника со стенами из дубовых и сосновых брёвен высотой 4 метра и шестью башнями: четырьмя сторожевыми по углам и двумя проездными. Поселение рядом с крепостью стало именоваться «Соляным» («Солёным»). Этот год некоторыми исследователями считается официальным годом рождения будущего города Славянска. На начало 1677 года здесь проживало уже 245 семей.
С момента своего основания Торская крепость располагалась на территории Харьковского полка Слободской Украины. В 1685 году Тор стал сотенным городком (местечком), образовавшим Торскую сотню. После отсоединения от него в 1688 году Изюмского полка к последнему была приписана и крепость Тор. В 1696 году деревянная крепость в результате пожара практически полностью сгорела, но была отстроена заново. А в следующем, 1697 году, Тор был опустошён татарами.
В 1708 году отстроенная заново крепость Тор выдержала осаду со стороны участников Булавинского восстания — отряда казаков во главе с атаманом Семёном Драным, который вскоре был разбит под крепостью подоспевшим царским отрядом.
18 декабря 1708 года при разделении Российской империи на восемь губерний город Тор был прописан к Азовской губернии, а с 1718 отошёл к Киевской губернии. В том же 1718 году была построена новая деревянная Николаевская церковь во имя Святителя Николая. В 1732 году церковь имела прихожан 203 двора. Императорским манифестом об отмене казацкого устройства в Слободской Украине от 28 февраля 1765 года казачество было отменено, из казацких полков организованы уланские и гусарские, вошедшие в состав Императорской армии. Полковые и сотенные формы гражданского управления были формально упразднены. На территории Изюмского полка была создана Изюмская провинция вошедшая в Слободско-Украинскую губернию. Императорским указом от 20 октября 1775 года крепость Тор присоединена к ведомству Бахмутской провинции только что созданной Азовской губернии.
В 1774 году на берегу озера Вейсово заложена деревянная Свято-Воскресенская церковь. Церковь была освящена в 1775 году по окончании строительства. В следующем, 1776 году, построена Церковь Введения Пресвятой Богородицы. Введенская церковь располагалась за крепостной стеной, на центральной площади. Обе церкви принадлежали Белгородской епархии.
Солеварение на Торских озёрах становилось убыточным из-за более дешёвой астраханской соли. В 1782 году, после присоединение Крыма к Российской империи по итогам военной кампании Григория Потёмкина, стало очевидным, что дополнительную конкуренцию торский соли создаст ещё и крымская. 21 декабря 1782 года азовским начальством был издан указ о прекращении выварки соли и вырубке лесов (для её выварки) на Торских солеварнях.
В соответствии с указом от 30 марта 1783 года крепость Тор была исключена из «Ведомости артиллерии и фортификации Российской империи».

### Уездный город
30 марта (10 апреля) 1783 года по Высочайшему повелению Екатерины II было образовано Екатеринославское наместничество. В него вошли территории упразднённых Новороссийской и Азовской губерний.
22 января 1784 года Тор был переименован в Словенск и получил статус уездного города Словенского уезда Екатеринославского наместничества.
22 ноября 1793 года по прошению купеческого общества учреждена городская ратуша.

### Заштатный город
В 1796 году, после смерти императрицы Екатерины Второй, согласно Именному указу Павла Первого «О новом разделении государства на губернии», данного Сенату 12 декабря, Слободско-Украинская губерния восстановлена в рамках наместничества с изменением территории: в границах 1765 года. 29 августа 1797 году территория Словенского уезда возвращается в Слободско-Украинскую губернию и полностью включается в состав Изюмского уезда. Славянск становится заштатным городом Славянской волости Изюмского уезда.
В 1802 году старая Введенская церковь была разобрана и вместе с утварью перенесена на старое городское кладбище.
В 1827 году военный врач А. Я. Яковлев впервые использовал лечение грязью и купание в озере Рапное для лечения больных солдат Чугуевского гарнизона. Через четыре года, в 1832 году, у озера было открыто отделение Чугуевского военного госпиталя (на 200 мест), в котором применялось грязелечение. Этот год считается датой основания Славянского курорта.

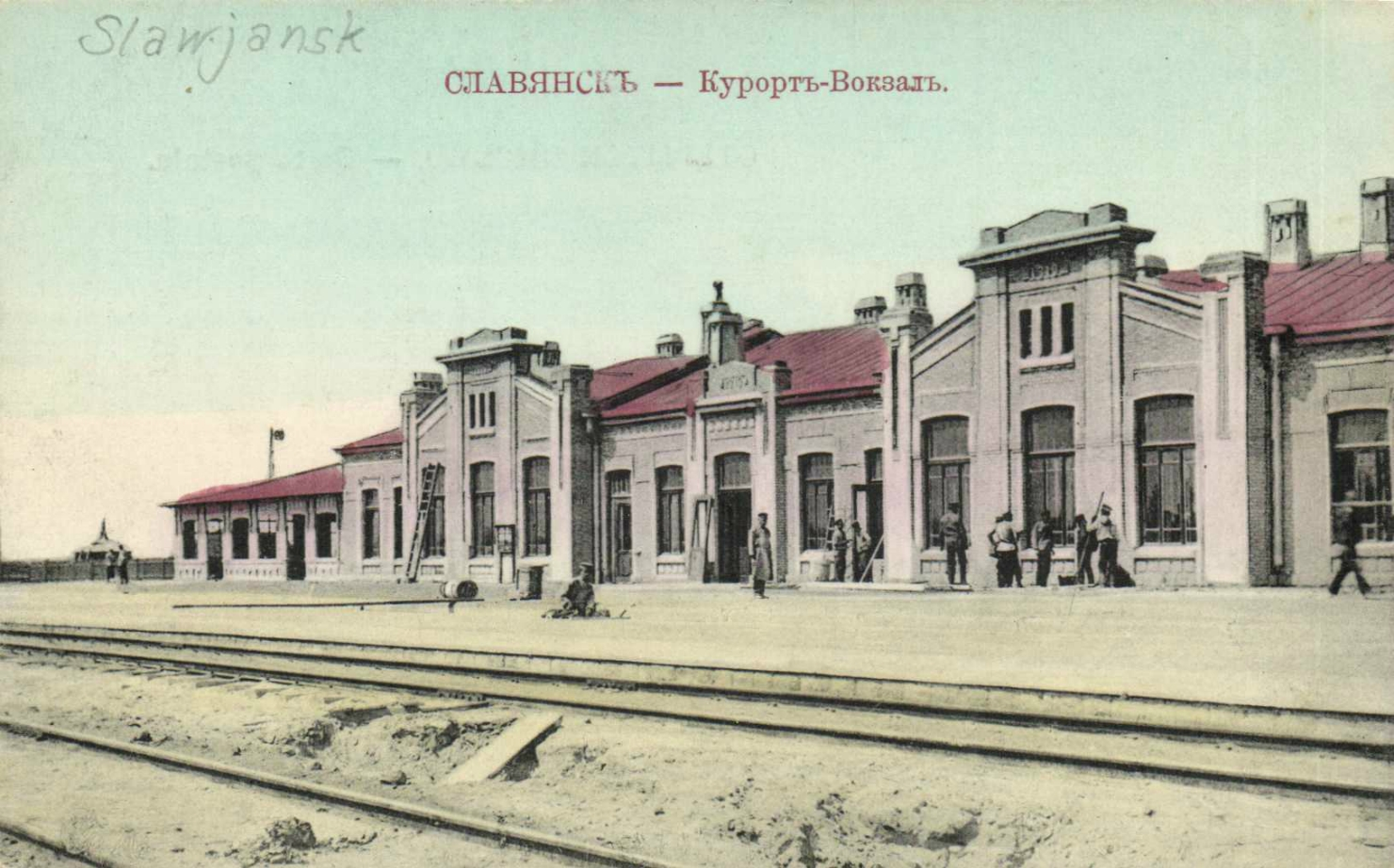
Железнодорожная станция Славянск, 1917

В 1869 году появилась железнодорожная станция «Славянск» на пути следования по Южной железной дороге.

### Вторая мировая война
Славянск был захвачен немецко-фашистскими войсками 28 октября 1941 года, и затем находился в оккупации 1 год, 3 месяца и 20 дней. 17 февраля 1943 года на 12 дней освобождён от гитлеровских германских войск советскими войсками Юго-Западного фронта в ходе Ворошиловградской операции.
1 марта 1943 года вторично оккупирован на 6 месяцев и 5 дней. 6 сентября 1943 года вновь и окончательно освобождён от германских войск советскими войсками Юго-Западного фронта в ходе Донбасской операции.

### Независимая Украина

#### Война на востоке Украины
В ночь с 11 на 12 апреля группа боевиков, состоявшая из граждан России под руководством Игоря Стрелкова (Гиркина), который до этого участвовал в операции Москвы по занятию Крыма, прошла из Ростовской области России и заняла стратегически важный пункт — город Славянск, который с этого дня стал центром противостояния сепаратистов и правительственных войск в Донецкой области.
После трёхмесячных боевых действий Славянск вернулся под контроль Украины, над Славянским городским советом был снова поднят государственный флаг Украины. После освобождения на территории города было найдено три массовых захоронения местных жителей.
В результате обстрела города российскими войсками 14 апреля 2023 года погибло 11 человек, в том числе двухлетний ребёнок, 22 человека было ранено.

## География

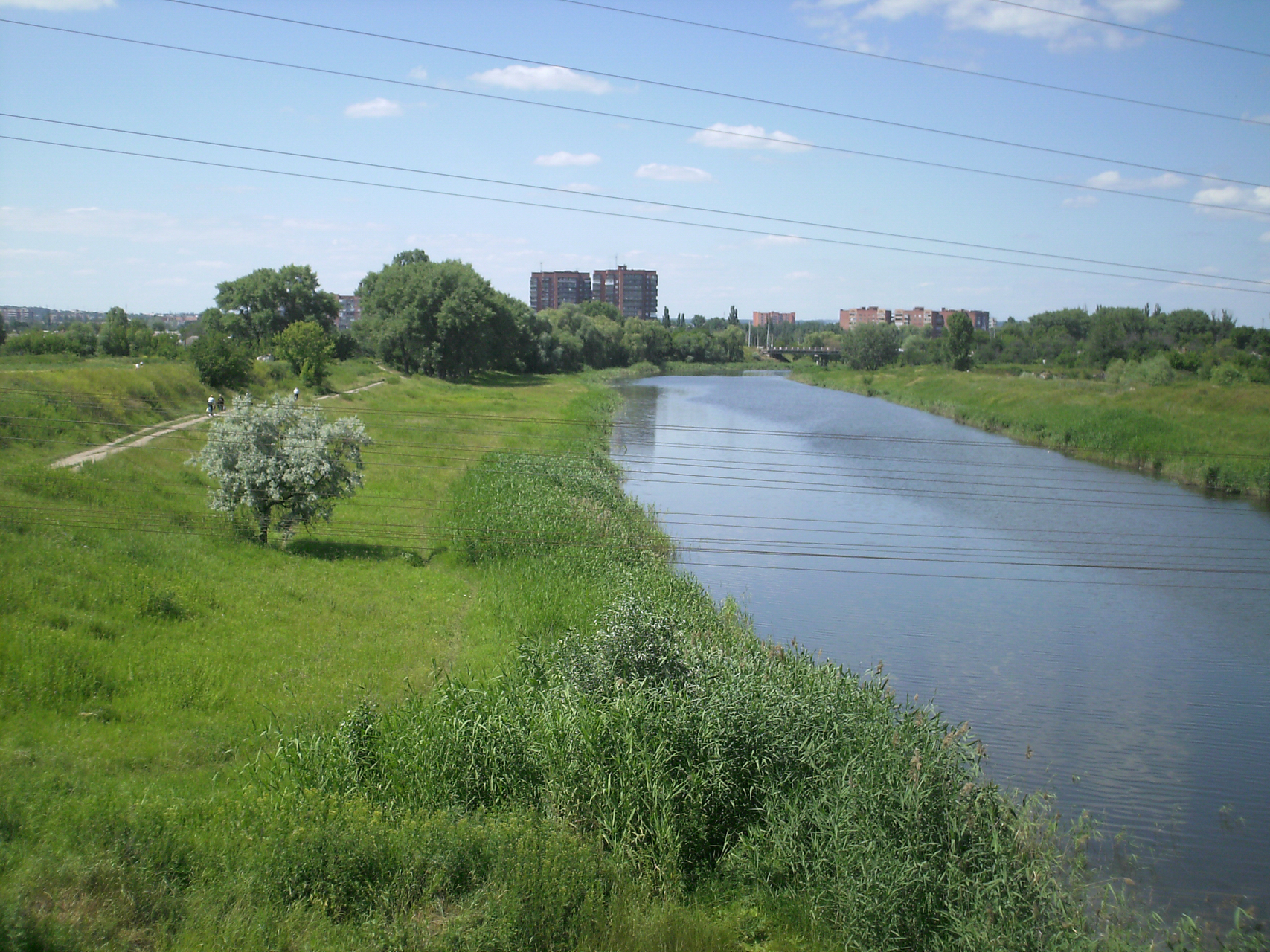
Старое русло Казённого Торца в Славянске, вид с железнодорожного моста, 2008 год

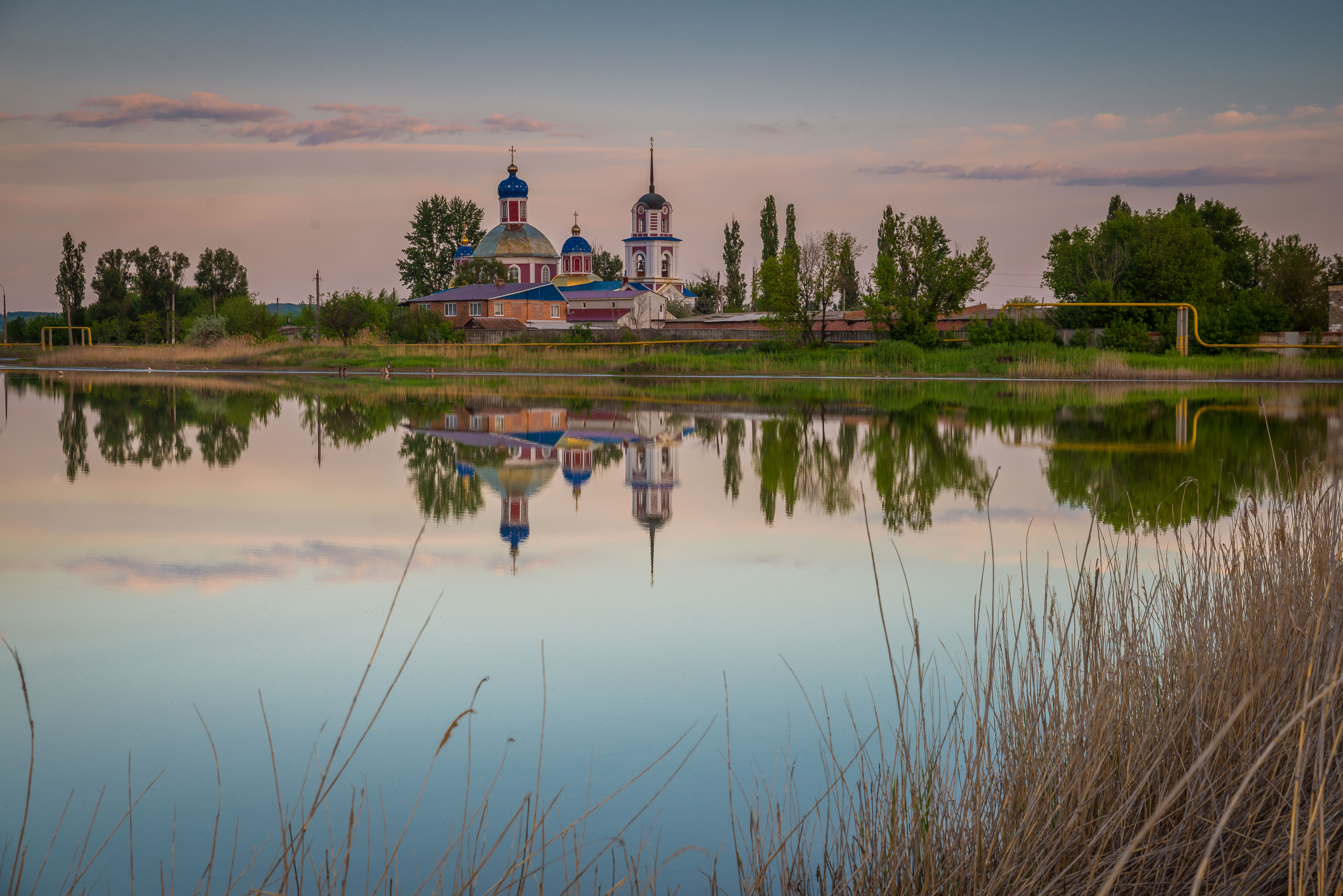
Вид на Свято-Воскресенский храм через озеро Вейсовое

Город расположен в северной части области в долине реки Казённый Торец (приток Северского Донца, бассейн Дона). Общая площадь города — 60,8 км².
На территории Славянска расположены уникальные Торские солёные озёра карстового происхождения. Они разделены между собой небольшими песчаными валами около 150−200 м в ширину. Озёра обладают целебными свойствами и являются основой санаторно-курортной индустрии города. Самые крупные — озеро Репное (Рипное, Ропное, Рапное) площадью 0.32 км² и глубиной 6.5−8 м, озеро Слепное (Солёное) площадью 0.30 км² и средней глубиной 2.2 м, Вейсовое (Кривое) озеро площадью 0.16 км² и средней глубиной 1.7 м (местами провалы 16−19 м), озеро Горячее площадью 0.074 км² и средней глубиной 2.5 м, озеро Левадное (Майданное, Старомайданное) площадью 0.062 км² и глубиной до 1.5 м, озеро Червоное (Красное) площадью 0.016 км² и глубиной до 1.5 м. Есть также несколько других озёр (меньших размеров и глубины. Температура воды в озёрах летом достигает +22…+24 °C. Рапа соляных озёр обогащена сульфатами и имеет хлоридно-натриевый состав. На дне Рапного и Слепного озёр находятся отложения лечебных иловых грязей, преимущественно сульфидных. С 1975 года эти озёра находятся под охраной как гидрологические природные памятники общегосударственного значения.
Ещё два больших пресноводных озера расположены в жилом массиве Железнодорожный — Лиман 1 (15.5 га) и Лиман 2 (14.8 га).
Наивысшая точка города — гора Карачун (167.5 м). В 1976—1979 годах на Карачун-горе был построен телерадиопередающий центр с мачтой высотой 222 метра, пострадавший в результате боёв между Вооружёнными силами Украины и сторонниками самопровозглашённой Донецкой Народной Республики. В результате обстрела 1 июля 2014 года были повреждены опорные тросы и телевышка передающего центра упала. Телевышка возобновила свою работу 5 декабря 2016 года. Сигнал вещания восстановлен в северной части Донбасса.
Расстояние до Донецка: по автодорогам — 119 км, по ж/д — 110 км. Расстояние до Киева: по автодорогам — 664 км, по ж/д — 632 км.

## Население
| Численность наличного населения Славянска | Численность наличного населения Славянска | Численность наличного населения Славянска | Численность наличного населения Славянска | Численность наличного населения Славянска | Численность наличного населения Славянска | Численность наличного населения Славянска | Численность наличного населения Славянска | Численность наличного населения Славянска | Численность наличного населения Славянска |
| 1732                                      | 1767                                      | 1773                                      | 1825                                      | 1830                                      | 1837                                      | 1843                                      | 1860                                      | 1864                                      | 1870                                      |
| ----------------------------------------- | ----------------------------------------- | ----------------------------------------- | ----------------------------------------- | ----------------------------------------- | ----------------------------------------- | ----------------------------------------- | ----------------------------------------- | ----------------------------------------- | ----------------------------------------- |
| 364                                       | ↗2068                                     | ↗3872                                     | ↗4000                                     | ↗5124                                     | ↗5837                                     | ↗6199                                     | ↗9300                                     | ↗11 198                                   | ↗11 653                                   |
| 1877                                      | 1882                                      | 1897                                      | 1901                                      | 1902                                      | 1903                                      | 1915                                      | 1923                                      | 1925                                      | 1926                                      |
| ↘10 560                                   | ↗11 653                                   | ↗15 792                                   | ↗16 481                                   | ↗16 843                                   | ↗20 340                                   | ↗28 925                                   | ↘21 410                                   | ↗21 456                                   | ↗28 385                                   |
| 1931                                      | 1933                                      | 1934                                      | 1937                                      | 1939                                      | 1956                                      | 1959                                      | 1961                                      | 1964                                      | 1965                                      |
| ↗28 754                                   | ↗59 007                                   | ↗61 474                                   | ↗69 928                                   | ↗77 842                                   | ↗85 000                                   | ↘82 784                                   | ↗86 000                                   | ↗106 000                                  | ↗107 000                                  |
| 1970                                      | 1975                                      | 1979                                      | 1983                                      | 1987                                      | 1989                                      | 1991                                      | 1992                                      | 1994                                      | 1998                                      |
| ↗124 183                                  | ↗134 500                                  | ↗140 256                                  | ↗142 000                                  | ↗144 000                                  | ↘135 000                                  | ↘131 100                                  | ↗137 600                                  | ↘136 700                                  | ↘129 600                                  |
| 2001                                      | 2003                                      | 2004                                      | 2005                                      | 2006                                      | 2007                                      | 2008                                      | 2009                                      | 2010                                      | 2011                                      |
| ↘124 829                                  | ↘123 693                                  | ↘122 712                                  | ↘122 049                                  | ↘121 394                                  | ↘120 912                                  | ↘120 685                                  | ↘120 257                                  | ↘119 482                                  | ↘118 602                                  |
| 2012                                      | 2013                                      | 2014                                      | 2015                                      | 2016                                      | 2017                                      | 2018                                      | 2019                                      | 2020                                      | 2021                                      |
| ↘117 994                                  | ↘117 445                                  | ↘116 694                                  | ↘115 421                                  | ↘114 437                                  | ↘113 196                                  | ↘111 486                                  | ↘109 812                                  | ↘108 363                                  | ↘106 972                                  |
| 2022                                      |                                           |                                           |                                           |                                           |                                           |                                           |                                           |                                           |                                           |
| ↘105 141                                  |                                           |                                           |                                           |                                           |                                           |                                           |                                           |                                           |                                           |

Рейтинг города (по численности населения) по состоянию на 1 января 2015 года:
| Место в мире | Место в Европе | Место в бывшем СССР | Место по Украине | Место в области |
| ------------ | -------------- | ------------------- | ---------------- | --------------- |
| 3970         | 575            | 255                 | 35               | 6               |

Рождаемость — 7,9 на 1000 человек, смертность — 16,4, естественная убыль — −8,5, сальдо миграции положительное (+1,0 на 1000 человек).
Распределение постоянного населения по наиболее многочисленным национальностям и родному языку:
| N | Состав        | Кол-во человек | Уд. вес (%) | родной язык (%) | украинский (%) | русский (%) |
| - | ------------- | -------------- | ----------- | --------------- | -------------- | ----------- |
| 1 | Украинцы      | 104 423        | 73,1        | 58,6            | -              | 41,3        |
| 2 | Русские       | 33 649         | 23,6        | 96,8            | 3,1            | -           |
| 3 | Турки         | 829            | 0,6         | 97,6            | 0,6            | 1,6         |
| 4 | Белорусы      | 766            | 0,5         | 14,5            | 8,3            | 77,2        |
| 5 | Армяне        | 592            | 0,4         | 43,4            | 4,6            | 51,7        |
| 6 | Греки         | 320            | 0,2         | 4,4             | 12,8           | 82,2        |
| 7 | Цыгане        | 279            | 0,2         | 54,5            | 1,8            | 36,5        |
| 8 | Азербайджанцы | 208            | 0,1         | 51              | 1,4            | 42,3        |
|   | Всего         | 142 873        | 100,00      |                 |                |             |

### Языковой состав
Родной язык населения по данным переписи 1897 года:
| Язык                       | Численность, чел. | Доля     |
| -------------------------- | ----------------- | -------- |
| Украинский («малорусский») | 11 676            | 73,94 %  |
| Русский («великорусский»)  | 3 668             | 23,22 %  |
| Другие                     | 448               | 2,84 %   |
| Итого                      | 15 792            | 100,00 % |

Родной язык населения по данным переписи 2001 года:
| Язык       | Численность, чел. | Доля     |
| ---------- | ----------------- | -------- |
| Украинский | 52 233            | 42,61 %  |
| Русский    | 68 250            | 55,68 %  |
| Другое     | 2 092             | 1,71 %   |
| Итого      | 122 575           | 100,00 % |

Вторжение России на Украину спровоцировало новую волну украинизации в городе, всё больше людей предпочитают говорить на украинском языке.

## Экономика
Объём промышленного производства — 2842 млн гривен (2011).
Наибольший удельный вес в экономике города имеет Славянская ТЭС, на которой впервые в Европе установлены два мощных энергоблока по 800 тысяч кВт.
Основной отраслью промышленности города является машиностроение. В Славянске расположены:
- Славянский завод тяжёлого машиностроения («Славтяжмаш») — изготавливается коксохимическое оборудование, основан в 1931. В 2016 году режется на металлолом.
- Завод строительных машин («Бетонмаш») один из старейших заводов Славянска, основан в 1941. Предприятие изготавливает бетоносмесительное оборудование, запасные части для горно-металлургического комплекса, узлы коксохимических батарей.
- Славянский машиностроительный завод. Основан в 1945, с 2011 — машиностроительный. В настоящее время изготавливается коксохимическое оборудование, мостовые краны и другое механическое оборудование.
- машиностроительные предприятие «Агрегат»[59]
- «Механический завод»[59]

В сфере производства строительных материалов, мела и извести, выделяется мелоизвестковый завод.
Традиционным для города является керамическое производство. Этим бизнесом занимаются сотни частных предпринимателей, поставляя на рынок Украины и ближнего зарубежья широкий ассортимент керамических изделий, обеспечивая занятость населения и поступления в местный бюджет. Функционирует также два сравнительно молодых совместных предприятия, а именно украино-итальянская компания АО «Зевс Керамика» (с 2003), специализирующаяся в производстве стройматериалов из керамогранита, и украино-британский завод по производству керамических масс «Керамические массы Донбасса» (с 2005).
Конкурентоспособна на международном рынке продукция «Славянского завода высоковольтных изоляторов».
Функционируют предприятия «Славолия», «Хлеб», швейная фабрика «Украинка» и др.
Арендное предприятие «Соледобывающая компания». Единственный на Украине производитель высококачественной соли «Экстра», содержащей 95,4 % NaCl. Славянск ранее являлся крупным промышленным центром по выработке соды на основе местных месторождений каменной соли.
Славянск является центром Юзовского месторождения сланцевого газа. Разработка месторождения предполагалось компанией Shell с 2015 года, однако после начала войны 2014 года планы были отменены.
Важной составляющей экономики города является Славянский курорт, один из старейших на Украине, подробнее о котором см. ниже.

## Транспорт

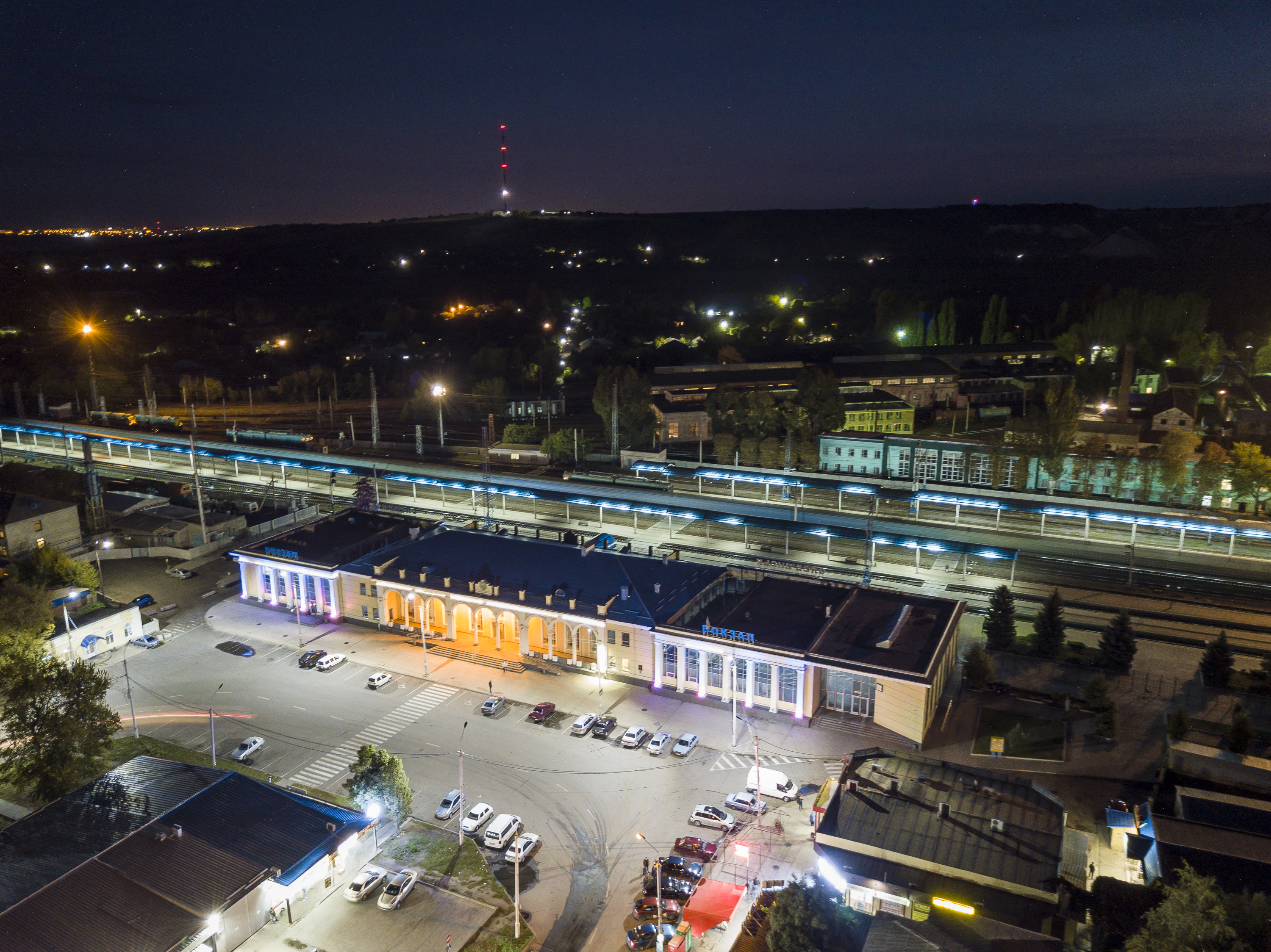
Железнодорожный вокзал

Город является узлом автомобильных и железных дорог. На территории Славянска 4 железнодорожных станции: главная станция с локомотивным и вагонным депо Славянск, грузовая им. Кожушко (бывшая Машчермет), пассажирская и грузовая Славянский Курорт и неиспользуемая тупиковая Славянск-Ветка. Три железнодорожных линии отходят на Лозовую, Лиман и Краматорск.
По краю города проходит автомагистраль «Харьков — Ростов» М-03 E 40, и от неё начинается национальная магистраль «Славянск — Мариуполь» Н-20. Горэлектротранспорт состоит из троллейбусов. На 2021 год работает 3 постоянно действующих маршрута, ещё один работает в летнее время. Основной общественный транспорт — это маршрутные автобусы.

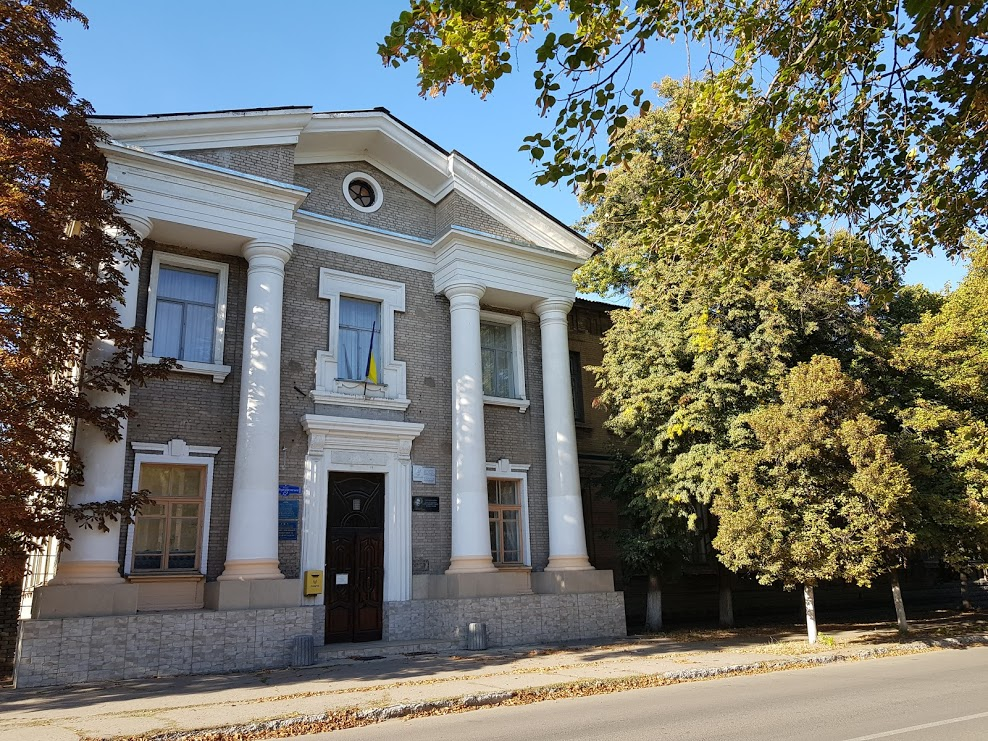
Педагогический университет

## Образование

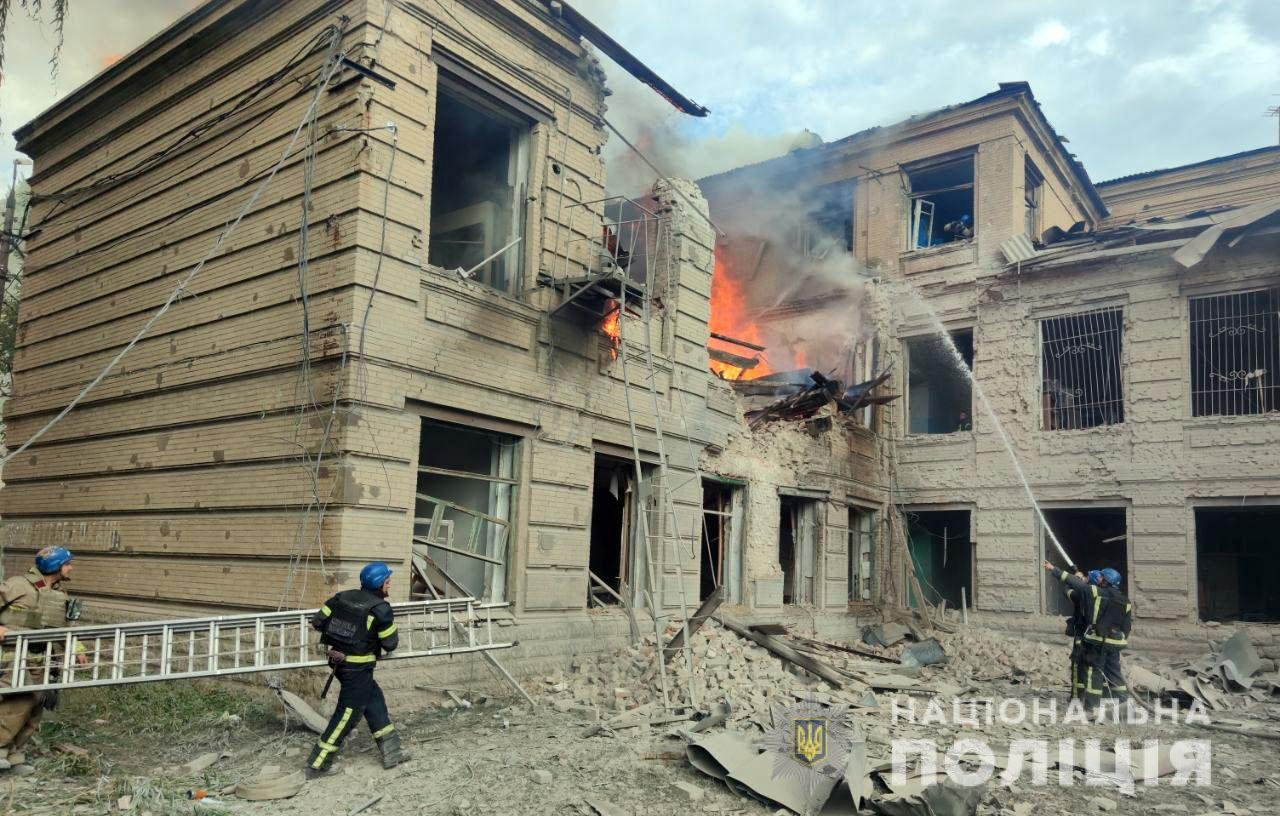
Славянский химико-механический техникум после российского обстрела 26 августа 2022 года во время вторжения России на Украину

В городе открыто два вуза: Донбасский государственный педагогический университет и Институт научно-педагогической и производственной инфраструктуры, а также пять средних специальных учебных заведений и 35 школ.
- Славянский колледж Национального авиационного университета (Центральная улица)
- Славянский химико-механический техникум[63] (Центральная улица)
- Славянский техникум железнодорожного транспорта (ул. Гагарина)
- Славянский энергостроительный техникум (Учительская улица)
- Славянский государственный аграрный техникум (ул. Свободы)
- Славянский профессиональный машиностроительный лицей (spml15.ucoz.ru)
- Славянский профессиональный художественный лицей (ПТУ№ 76)
- ПТУ № 56 (ул. Гагарина)
- ПТУ № 146 (ул. Науки)
- Вечерняя школа (Почтовая улица, на данный момент не работает. На её месте располагается психдиспансер.)

## Достопримечательности

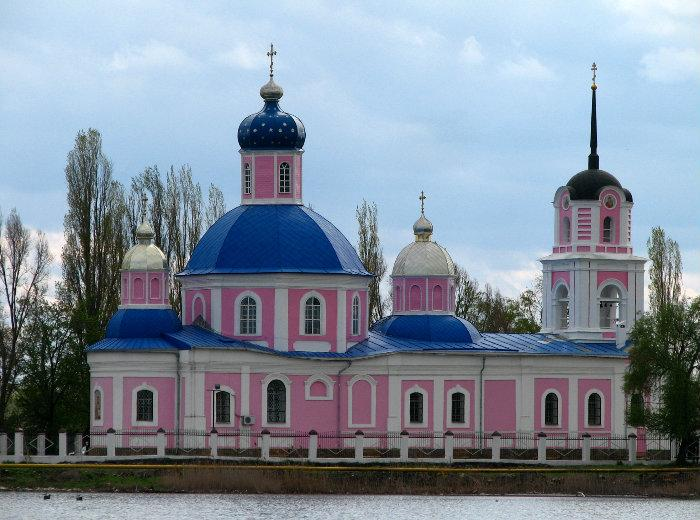
Воскресенская церковь

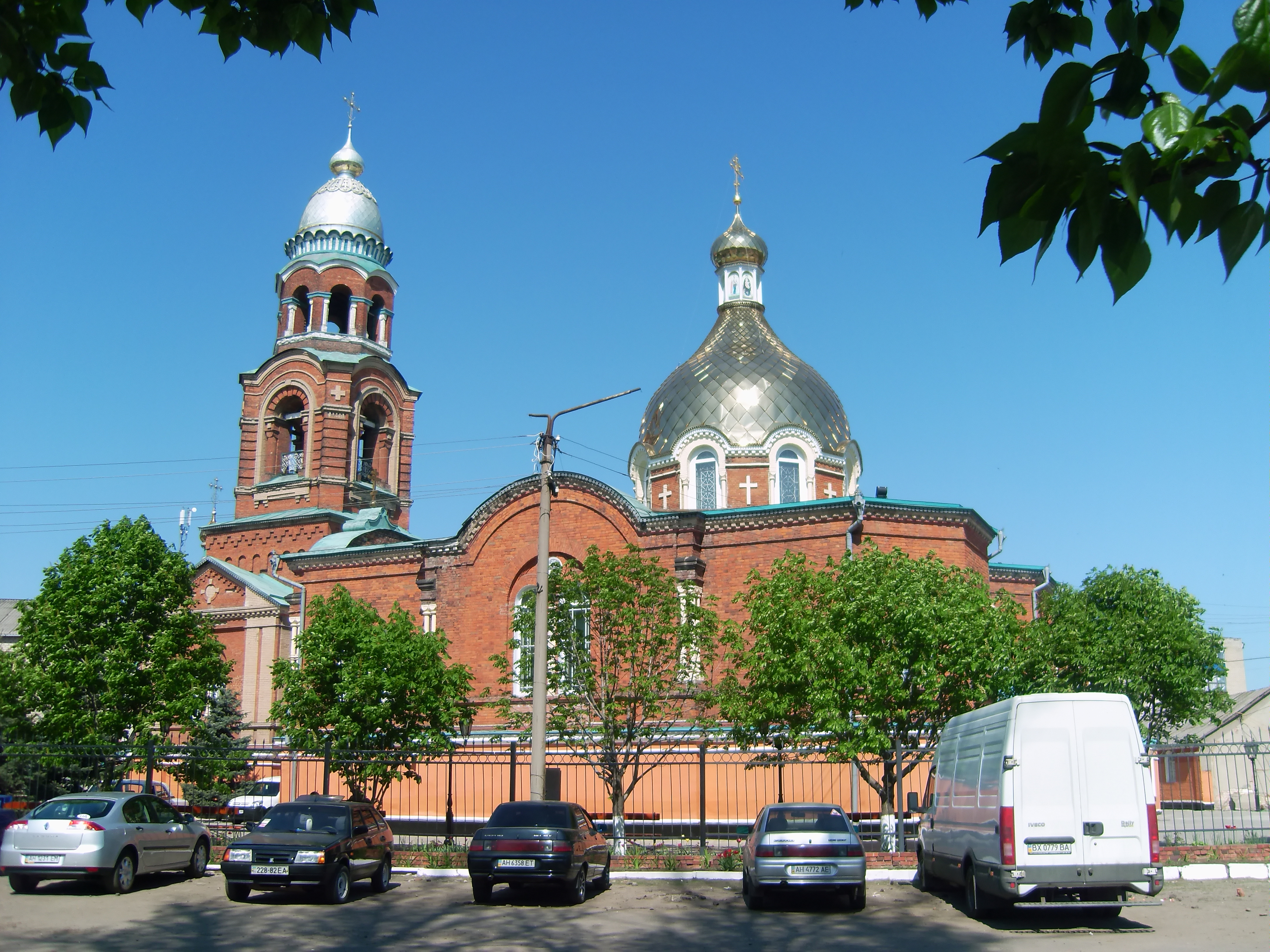
Александро-Невский собор

Популярностью у местных жителей пользуется центральная Соборная площадь (после революции и до 2015 года площадь Октябрьской революции). Площадь названа в память о находившемся рядом соборе Троицы Животворящей, снесённом в советское время. Позже здесь был установлен памятник В. И. Ленину в кепке и пальто, демонтированный в 2015 в ходе декоммунизации.
В Славянске находятся краеведческий музей, 2 картинные галереи, одна из которых получила имя местного уроженца художника П. П. Кончаловского, 5 православных храмов Московского и Киевского патриархата. В 2008 году здесь открылся памятник жертвам Голодомора.
- Дворец культуры железнодорожников (Вокзальная улица)
- Дом культуры и техники ЗАО «Бетонмаш» (ул. Солодилова)
- Дом культуры (Университетская улица)
- Отдел РАГС (регистрации актов гражданского состояния) (ул. Г. Батюка)
- Славянский государственный педагогический университет (ул. Г. Батюка)
- Славянский энергостроительный техникум (Учительская улица)
- Славянский техникум Луганского национального аграрного университета (ул. Свободы)
- Дом культуры ОАО «Славтяжмаш» (ул. Дарвина)
- Клуб ЗАО «Славолия» (ул. Свободы)
- Санаторий «Донбасс» (Пушкинская улица)
- ЦГБ (ул. Шевченко)
- ГБ № 1 (Васильевская улица)
- ГБ № 2 (Заводская улица)
- ГБ № 3 (Донская улица)
- Узловая больница на станции Славянск (Малогородская улица)
- Славянский родильный дом (Университетская улица)
- Областная психиатрическая больница города Славянск (Нарвская улица)
- Памятник предпринимателям (Центральный рынок)

### Славянский курорт

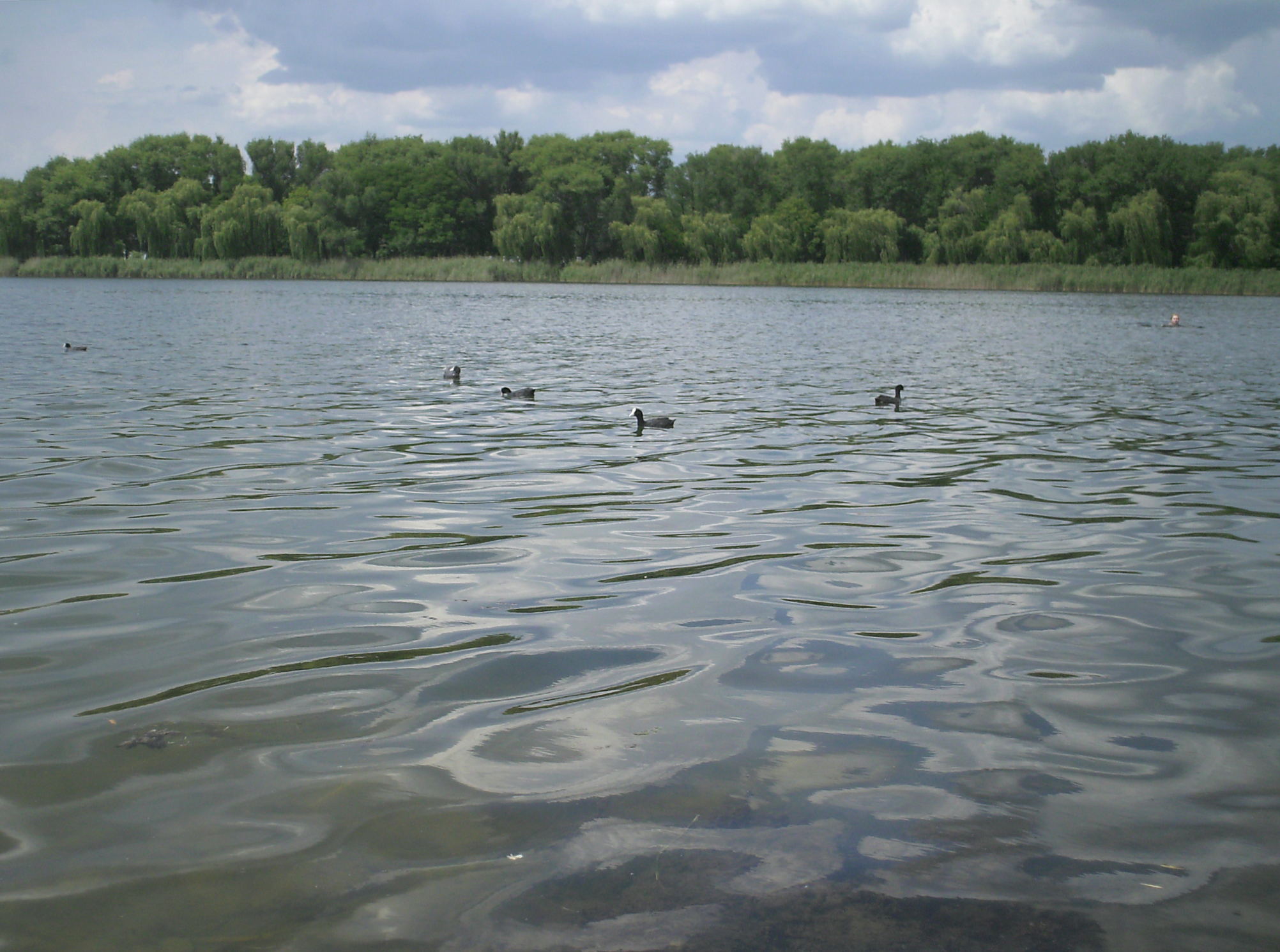
Солёное озеро Рапное, Славянский курорт, гидрологический памятник Украины

Всего в нескольких километрах от города располагается Славянский курорт, один из старейших на Украине. В него включены 3 санатория: «Донбасс», «Славянский» и «Юбилейный». Курорт специализируется на бальнеогрязевом лечении рапой и сульфидными иловыми грязями, которыми покрыто дно солёных озёр Рапное, Слепное, Вейсово и др. Рапа добывается из вырытых рядом с озёрами соляных скважин и применяется в форме лечебных грязей, ванн, душей, физиотерапии, ингаляции, фитококтейлей, спелеотерапии, гидроколонотерапии и др. При лечении заболеваний желудочно-кишечного тракта используют минеральную воду из Славянского, Западно-Славянского и Славяногорского месторождений.
Водогрязелечебница и 3 расположенных здесь санатория специализируются на лечении заболеваний опорно-двигательного аппарата, нервной системы, системы кровообращения, гинекологических заболеваний, гастритов, общем оздоровлении организма.

## Города-побратимы
- Коростень, Украина (9 декабря 2014)[69]
- Самбор, Украина
- Трускавец, Украина